# جيهان الملا
جيهان الملا هي إعلامية لبنانية ناشطة في مجال لا للعنف ضد المرأة، كما أنها ممثلة صوت.

## فيلموغرافيا

### رسوم متحركة
- باتمان (مسلسل رسوم متحركة 1992) - سمر غليسون (الصوت الثاني)
- بابي إن ماي بوكيت: آدفينشيرز إن بوكيتفيل - آيمي
- بايبي لوني تيونز - بيتونيا
- خلف حائط الحديقة
- عالم غامبول المدهش - نيكول، كاري، ماسامي، ليسلي، والدة بيني.
- العم جدو - سوزي، سباكيتي لايك، بيلي
- فتيات القوة - بابلز، آنسة كين (الموسم السادس)
- فتيات القوة (مسلسل تلفزيوني 2016) - بابلز
- قصص توم وجيري - سيدة تو شوز
- لايزي تاون - الآنسة بيزيبودي، تريكسي
- مات هاتر - ميغ
- المحقق كونان - سونوكو

### أفلام
- دكتور فريز الشرير وباتمان - سمر غليسون
- الأبطال الستة
- البحث عن نيمو - بيتش (النسخة العربية الفصحى)
- جامعة المرعبين - كاري، روز
- حكاية لعبة 2 (النسخة العربية الفصحى)
- الخارقون - ميراج (النسخة العربية الفصحى)
- شركة الوحوش (النسخة العربية الفصحى)
- الفأر المتحري (النسخة العربية الفصحى)
- فيلم ستيتش (النسخة العربية الفصحى)
- فيلم النحلة - فانيسا بلومي
- قلباً وقالباً - فرح
- ليلو وستيتش 2 (النسخة العربية الفصحى)
- ميلو ورحلة الإنقاذ
- نافث اللهب